# Первомайский (Юстинский район)
Первома́йский (калм. Бор Усн) — посёлок в Юстинском районе Республики Калмыкия, входит в состав Барунского сельского муниципального образования.

## География
Находится в северо-западной части Прикаспийской низменности, на северо-востоке Калмыкии, в 15 километрах к юго-востоку от посёлка (Барун).

## История
Дата основания населённого пункта не установлена. На немецкой карте 1941 года посёлок обозначен под названием Бор-Усун. По всей вероятности, посёлок был переименован в период депортации калмыков.

## Население
| 1989 |
| ---- |
| ≈250 |

| 2002 | 2010 |
| ---- | ---- |
| 5    | →5   |

Национальный состав
Согласно результатам переписи 2002 года в посёлке проживали калмыки (100 %)
| Национальность | Численность (2010) | Процент |
| -------------- | ------------------ | ------- |
| Калмыки        | 4                  | 100%    |
| Всего          | 4                  | 100%    |